# Verwaltungsgliederung des Deutschen Reichs 1937
In diesem Artikel wird die Verwaltungsgliederung des Deutschen Reichs 1937 dargestellt. Der Stichtag ist der 1. Januar 1937. Die Angaben für die vom Groß-Hamburg-Gesetz betroffenen Gebiete geben den Stand vom 1. April 1937 wieder. Die Bevölkerungszahlen entstammen der Volkszählung vom 16. Juni 1933.
Aufgelistet werden die Länder, Provinzen, Regierungsbezirke, Land- und Stadtkreise. Es werden die Angaben des Statistischen Jahrbuchs 1938 des Deutschen Reichs mit den dort aufgeführten landesüblichen Bezeichnungen der Verwaltungsbezirke übernommen.

## Länder
| Land             | Einwohner  |
| ---------------- | ---------- |
| Anhalt           | 364.415    |
| Baden            | 2.412.941  |
| Bayern           | 7.681.584  |
| Braunschweig     | 512.989    |
| Bremen           | 371.558    |
| Hamburg          | 1.675.703  |
| Hessen           | 1.429.048  |
| Lippe            | 175.538    |
| Mecklenburg      | 804.948    |
| Oldenburg        | 495.119    |
| Preußen          | 39.692.167 |
| Sachsen          | 5.196.652  |
| Saarland         | 810.987    |
| Schaumburg-Lippe | 49.955     |
| Thüringen        | 1.659.510  |
| Württemberg      | 2.696.324  |
| Deutsches Reich  | 66.029.448 |

## Anhalt
| Stadtkreis                | Einwohner |
| ------------------------- | --------- |
| Bernburg                  | 38.327    |
| Dessau                    | 91.423    |
| Köthen                    | 26.709    |
| Zerbst                    | 20.151    |
| Landkreis (ggf. Sitz)     | Einwohner |
| Ballenstedt               | 32.254    |
| Bernburg                  | 57.595    |
| Dessau-Köthen (in Köthen) | 67.129    |
| Zerbst                    | 30.827    |

## Baden
| Bezirksamt                     | Einwohner |
| ------------------------------ | --------- |
| Emmendingen                    | 77.240    |
| Freiburg                       | 158.836   |
| Kehl                           | 46.162    |
| Lahr                           | 63.122    |
| Lörrach                        | 59.109    |
| Müllheim                       | 40.712    |
| Neustadt                       | 36.872    |
| Offenburg                      | 73.992    |
| Schopfheim                     | 31.383    |
| Wolfach                        | 41.922    |
| Landeskommissärbezirk Freiburg | 629.350   |

| Bezirksamt                      | Einwohner |
| ------------------------------- | --------- |
| Bruchsal                        | 88.920    |
| Bühl                            | 66.414    |
| Ettlingen                       | 30.610    |
| Karlsruhe                       | 247.121   |
| Pforzheim                       | 123.431   |
| Rastatt                         | 119.205   |
| Landeskommissärbezirk Karlsruhe | 675.701   |

| Bezirksamt                     | Einwohner |
| ------------------------------ | --------- |
| Donaueschingen                 | 44.911    |
| Konstanz                       | 98.571    |
| Säckingen                      | 42.224    |
| Stockach                       | 35.692    |
| Überlingen                     | 41.497    |
| Villingen                      | 48.632    |
| Waldshut                       | 46.707    |
| Landeskommissärbezirk Konstanz | 358.234   |

| Bezirksamt                     | Einwohner |
| ------------------------------ | --------- |
| Buchen                         | 47.018    |
| Heidelberg                     | 143.544   |
| Mannheim                       | 374.323   |
| Mosbach                        | 40.746    |
| Sinsheim                       | 54.439    |
| Tauberbischofsheim             | 38.514    |
| Wertheim                       | 19.044    |
| Wiesloch                       | 32.038    |
| Landeskommissärbezirk Mannheim | 749.666   |

## Bayern
| Kreisunmittelbare Stadt                  | Einwohner |
| ---------------------------------------- | --------- |
| Deggendorf                               | 10.505    |
| Landshut                                 | 30.858    |
| Passau                                   | 25.151    |
| Straubing                                | 25.893    |
| Bezirksamt (ggf. Sitz)                   | Einwohner |
| Bogen                                    | 32.492    |
| Deggendorf                               | 42.855    |
| Dingolfing                               | 24.621    |
| Eggenfelden                              | 42.221    |
| Grafenau                                 | 22.554    |
| Griesbach                                | 33.603    |
| Kelheim                                  | 35.287    |
| Kötzting                                 | 28.872    |
| Landau a. d. Isar                        | 25.494    |
| Landshut                                 | 27.408    |
| Mainburg                                 | 18.160    |
| Mallersdorf                              | 25.177    |
| Passau                                   | 43.233    |
| Pfarrkirchen                             | 41.654    |
| Regen                                    | 34.068    |
| Rottenburg                               | 19.607    |
| Straubing                                | 23.009    |
| Viechtach                                | 25.932    |
| Vilsbiburg                               | 32.451    |
| Vilshofen                                | 47.103    |
| Wegscheid                                | 18.511    |
| Wolfstein (in Ort, Ortsteil Wolfstein)   | 33.541    |
| Ehemaliger Regierungsbezirk Niederbayern | 770.260   |

| Kreisunmittelbare Stadt                     | Einwohner |
| ------------------------------------------- | --------- |
| Amberg                                      | 27.082    |
| Neumarkt i. d. OPf.                         | 9.101     |
| Regensburg                                  | 81.106    |
| Schwandorf i. Bay.                          | 9.808     |
| Weiden                                      | 22.775    |
| Bezirksamt                                  | Einwohner |
| Amberg                                      | 31.870    |
| Beilngries                                  | 13.879    |
| Burglengenfeld                              | 28.635    |
| Cham                                        | 30.892    |
| Eschenbach i. d. OPf.                       | 25.552    |
| Kemnath                                     | 16.530    |
| Nabburg                                     | 19.182    |
| Neumarkt i. d. OPf.                         | 27.395    |
| Neunburg vorm Wald                          | 15.415    |
| Neustadt a. d. Waldnaab                     | 36.819    |
| Oberviechtach                               | 14.350    |
| Parsberg                                    | 32.607    |
| Regensburg                                  | 63.545    |
| Riedenburg                                  | 15.537    |
| Roding                                      | 25.809    |
| Sulzbach-Rosenberg                          | 21.639    |
| Tirschenreuth                               | 44.840    |
| Vohenstrauß                                 | 23.020    |
| Waldmünchen                                 | 15.040    |
| Ehemaliger Regierungsbezirk Oberpfalz       | 652.428   |
| Regierungsbezirk Niederbayern und Oberpfalz | 1.422.688 |

| Kreisunmittelbare Stadt     | Einwohner |
| --------------------------- | --------- |
| Bad Reichenhall             | 8.232     |
| Freising                    | 17.256    |
| Ingolstadt                  | 28.628    |
| Landsberg                   | 8.264     |
| München                     | 735.388   |
| Rosenheim                   | 19.122    |
| Traunstein                  | 9.882     |
| Bezirksamt                  | Einwohner |
| Aibling                     | 28.357    |
| Aichach                     | 29.644    |
| Altötting                   | 45.081    |
| Berchtesgaden               | 20.648    |
| Dachau                      | 33.377    |
| Ebersberg                   | 28.655    |
| Erding                      | 45.495    |
| Freising                    | 35.296    |
| Friedberg                   | 21.112    |
| Fürstenfeldbruck            | 35.883    |
| Garmisch-Partenkirchen      | 28.644    |
| Ingolstadt                  | 29.770    |
| Landsberg                   | 27.487    |
| Laufen                      | 36.569    |
| Miesbach                    | 43.660    |
| Mühldorf                    | 42.314    |
| München                     | 81.898    |
| Pfaffenhofen a. d. Ilm      | 38.804    |
| Rosenheim                   | 49.356    |
| Schongau                    | 23.136    |
| Schrobenhausen              | 22.552    |
| Starnberg                   | 28.356    |
| Tölz                        | 22.344    |
| Traunstein                  | 48.723    |
| Wasserburg a. Inn           | 39.490    |
| Weilheim                    | 42.026    |
| Wolfratshausen              | 21.085    |
| Regierungsbezirk Oberbayern | 1.776.534 |

| Kreisunmittelbare Stadt                   | Einwohner |
| ----------------------------------------- | --------- |
| Ansbach                                   | 23.033    |
| Dinkelsbühl                               | 5.155     |
| Eichstätt                                 | 8.068     |
| Erlangen                                  | 32.348    |
| Fürth                                     | 77.135    |
| Nürnberg                                  | 410.438   |
| Rothenburg ob der Tauber                  | 9.022     |
| Schwabach                                 | 12.720    |
| Weißenburg i. Bay.                        | 8.358     |
| Bezirksamt                                | Einwohner |
| Ansbach                                   | 35.007    |
| Dinkelsbühl                               | 23.911    |
| Eichstätt                                 | 25.921    |
| Erlangen                                  | 14.129    |
| Feuchtwangen                              | 26.970    |
| Fürth                                     | 31.511    |
| Gunzenhausen                              | 31.989    |
| Hersbruck                                 | 22.721    |
| Hilpoltstein                              | 24.459    |
| Lauf                                      | 28.775    |
| Neustadt a. d. Aisch                      | 30.319    |
| Nürnberg                                  | 25.573    |
| Rothenburg ob der Tauber                  | 18.886    |
| Scheinfeld                                | 17.609    |
| Schwabach                                 | 34.105    |
| Uffenheim                                 | 30.328    |
| Weißenburg i. Bay.                        | 28.220    |
| Ehemaliger Regierungsbezirk Mittelfranken | 1.036.710 |

| Kreisunmittelbare Stadt                        | Einwohner |
| ---------------------------------------------- | --------- |
| Bamberg                                        | 54.161    |
| Bayreuth                                       | 37.196    |
| Coburg                                         | 29.038    |
| Forchheim                                      | 10.338    |
| Hof                                            | 43.545    |
| Kulmbach                                       | 12.089    |
| Marktredwitz                                   | 8.525     |
| Neustadt b. Coburg                             | 9.060     |
| Rodach b. Coburg                               | 2.832     |
| Selb                                           | 13.912    |
| Bezirksamt                                     | Einwohner |
| Bamberg                                        | 58.245    |
| Bayreuth                                       | 36.957    |
| Coburg                                         | 39.778    |
| Ebermannstadt                                  | 22.575    |
| Forchheim                                      | 30.181    |
| Höchstadt a. d. Aisch                          | 28.993    |
| Hof                                            | 26.256    |
| Kronach                                        | 60.705    |
| Kulmbach                                       | 30.666    |
| Lichtenfels                                    | 39.144    |
| Münchberg                                      | 32.799    |
| Naila                                          | 28.346    |
| Pegnitz                                        | 26.650    |
| Rehau                                          | 20.673    |
| Stadtsteinach                                  | 16.912    |
| Staffelstein                                   | 19.373    |
| Wunsiedel                                      | 47.460    |
| Ehemaliger Regierungsbezirk Oberfranken        | 786.409   |
| Regierungsbezirk Oberfranken und Mittelfranken | 1.823.119 |

| Kreisunmittelbare Stadt    | Einwohner |
| -------------------------- | --------- |
| Frankenthal                | 26.080    |
| Kaiserslautern             | 62.619    |
| Landau i. d. Pf.           | 16.736    |
| Ludwigshafen a. Rhein      | 107.344   |
| Neustadt an der Weinstraße | 22.238    |
| Pirmasens                  | 47.221    |
| Speyer                     | 24.725    |
| Zweibrücken                | 20.759    |
| Bezirksamt                 | Einwohner |
| Bergzabern                 | 40.615    |
| Frankenthal                | 56.188    |
| Germersheim                | 60.518    |
| Kaiserslautern             | 70.260    |
| Kirchheimbolanden          | 29.450    |
| Kusel                      | 66.780    |
| Landau i. d. Pfalz         | 56.332    |
| Ludwigshafen a. Rhein      | 46.551    |
| Neustadt an der Weinstraße | 72.766    |
| Pirmasens                  | 59.805    |
| Rockenhausen               | 37.166    |
| Speyer                     | 24.725    |
| Zweibrücken                | 33.810    |
| Regierungsbezirk Pfalz     | 985.681   |

| Kreisunmittelbare Stadt   | Einwohner |
| ------------------------- | --------- |
| Augsburg                  | 176.575   |
| Dillingen a. d. Donau     | 6.215     |
| Donauwörth                | 5.096     |
| Günzburg                  | 6.484     |
| Kaufbeuren                | 9.549     |
| Kempten                   | 26.473    |
| Lindau (Bodensee)         | 13.787    |
| Memmingen                 | 15.324    |
| Neuburg a. d. Donau       | 7.663     |
| Neu-Ulm                   | 12.741    |
| Nördlingen                | 8.402     |
| Bezirksamt                | Einwohner |
| Augsburg                  | 44.241    |
| Dillingen a. d. Donau     | 39.666    |
| Donauwörth                | 32.359    |
| Füssen                    | 22.952    |
| Günzburg                  | 31.928    |
| Illertissen               | 23.604    |
| Kaufbeuren                | 24.719    |
| Kempten                   | 39.600    |
| Krumbach                  | 25.085    |
| Lindau (Bodensee)         | 30.788    |
| Markt Oberdorf            | 26.032    |
| Memmingen                 | 34.905    |
| Mindelheim                | 37.981    |
| Neuburg a. d. Donau       | 32.264    |
| Neu-Ulm                   | 23.863    |
| Nördlingen                | 30.199    |
| Schwabmünchen             | 24.633    |
| Sonthofen                 | 41.372    |
| Wertingen                 | 23.019    |
| Regierungsbezirk Schwaben | 877.519   |

| Kreisunmittelbare Stadt       | Einwohner |
| ----------------------------- | --------- |
| Aschaffenburg                 | 36.260    |
| Bad Kissingen                 | 8.579     |
| Kitzingen                     | 11.106    |
| Schweinfurt                   | 40.176    |
| Würzburg                      | 101.003   |
| Bezirksamt                    | Einwohner |
| Alzenau i. UFr.               | 32.218    |
| Aschaffenburg                 | 45.425    |
| Brückenau                     | 13.989    |
| Ebern                         | 19.899    |
| Gemünden                      | 16.114    |
| Gerolzhofen                   | 32.349    |
| Hammelburg                    | 19.868    |
| Haßfurt                       | 31.419    |
| Hofheim i. UFr.               | 16.067    |
| Karlstadt                     | 31.511    |
| Kissingen                     | 32.032    |
| Kitzingen                     | 29.461    |
| Königshofen i. Grabfeld       | 15.371    |
| Lohr                          | 24.444    |
| Marktheidenfeld               | 30.064    |
| Mellrichstadt                 | 14.519    |
| Miltenberg                    | 24.249    |
| Neustadt a. d. Saale          | 22.031    |
| Obernburg                     | 33.992    |
| Ochsenfurt                    | 27.254    |
| Schweinfurt                   | 40.715    |
| Würzburg                      | 45.928    |
| Regierungsbezirk Unterfranken | 796.043   |

## Braunschweig
| Kreis        | Einwohner |
| ------------ | --------- |
| Blankenburg  | 38.767    |
| Braunschweig | 205.731   |
| Gandersheim  | 51.811    |
| Helmstedt    | 78.564    |
| Holzminden   | 51.361    |
| Wolfenbüttel | 86.755    |

Anmerkung: Mit Inkrafttreten der neuen Städteordnung des Freistaates Braunschweig vom 15. November 1924 schied die Hauptstadt Braunschweig am 1. April 1925 aus dem Kreis Braunschweig aus. Mit dem Inkrafttreten der reichseinheitlichen Deutschen Gemeindeordnung am 1. April 1935 wird sie zu einem Stadtkreis. Die obige Tabelle enthält die Gesamtbevölkerung von Stadt- und Landkreis Braunschweig.

## Bremen
| Verwaltungsbezirk  | Einwohner |
| ------------------ | --------- |
| Bremen, Stadt      | 323.331   |
| Bremerhaven, Stadt | 25.779    |
| Vegesack, Stadt    | 4.451     |
| Bremen, Landkreis  | 17.997    |

## Hamburg
| Verwaltungsbezirk                | Einwohner |
| -------------------------------- | --------- |
| Hamburg, Stadt                   | 1.129.307 |
| Altona, Stadtkreis               | 241.970   |
| Harburg-Wilhelmsburg, Stadtkreis | 112.604   |
| Wandsbek, Stadtkreis             | 46.255    |
| Hamburgisches Landgebiet         | 54.630    |
| Hamburg, Landkreis               | 90.937    |

## Hessen
| Kreis              | Einwohner |
| ------------------ | --------- |
| Alsfeld            | 39.157    |
| Büdingen           | 44.648    |
| Friedberg          | 93.481    |
| Gießen             | 105.621   |
| Lauterbach         | 30.945    |
| Schotten           | 28.768    |
| Provinz Oberhessen | 342.620   |

| Kreis               | Einwohner |
| ------------------- | --------- |
| Alzey               | 43.951    |
| Bingen              | 47.821    |
| Mainz               | 175.632   |
| Oppenheim           | 49.568    |
| Worms               | 109.344   |
| Provinz Rheinhessen | 420.916   |

| Kreis               | Einwohner |
| ------------------- | --------- |
| Bensheim            | 78.919    |
| Darmstadt           | 154.537   |
| Dieburg             | 68.102    |
| Erbach              | 49.968    |
| Groß-Gerau          | 69.948    |
| Heppenheim          | 59.000    |
| Offenbach a. M.     | 185.038   |
| Provinz Starkenburg | 665.512   |

## Lippe
| Kreis (ggf. Sitz)      | Einwohner |
| ---------------------- | --------- |
| Detmold                | 87.673    |
| Lemgo (in Brake i. L.) | 87.865    |

## Mecklenburg
| Selbständiger Stadtbezirk | Einwohner |
| ------------------------- | --------- |
| Güstrow                   | 22.464    |
| Neubrandenburg            | 15.181    |
| Neustrelitz               | 19.414    |
| Rostock                   | 93.530    |
| Schwerin                  | 55.692    |
| Wismar                    | 27.493    |
| Kreis (ggf. Sitz)         | Einwohner |
| Güstrow                   | 55.426    |
| Hagenow                   | 49.654    |
| Ludwigslust               | 49.953    |
| Malchin                   | 59.203    |
| Parchim                   | 54.313    |
| Rostock                   | 69.233    |
| Schönberg                 | 39.014    |
| Schwerin                  | 37.103    |
| Stargard (in Neustrelitz) | 61.646    |
| Waren                     | 52.073    |
| Wismar                    | 43.556    |

## Oldenburg
| Stadt                      | Einwohner |
| -------------------------- | --------- |
| Delmenhorst                | 31.979    |
| Oldenburg i. O.            | 66.373    |
| Wilhelmshaven              | 76.558    |
| Amt (ggf. Sitz)            | Einwohner |
| Ammerland (in Westerstede) | 44.608    |
| Cloppenburg                | 61.979    |
| Friesland (in Jever)       | 54.942    |
| Oldenburg i. O.            | 41.813    |
| Vechta                     | 49.427    |
| Wesermarsch (in Brake)     | 67.441    |

## Preußen

### Stadt Berlin und Provinzen
| Stadt / Provinz             | Einwohner |
| --------------------------- | --------- |
| Stadt Berlin                | 4.242.501 |
| Brandenburg                 | 2.726.264 |
| Grenzmark Posen-Westpreußen | 337.578   |
| Hannover                    | 3.236.888 |
| Hessen-Nassau               | 2.584.828 |
| Hohenzollerische Lande      | 72.991    |
| Niederschlesien             | 3.203.998 |
| Oberschlesien               | 1.482.771 |
| Ostpreußen                  | 2.333.301 |
| Pommern                     | 1.919.981 |
| Rheinprovinz                | 7.690.266 |
| Sachsen                     | 3.400.592 |
| Schleswig-Holstein          | 1.420.265 |
| Westfalen                   | 5.039.963 |

### Provinz Brandenburg
| Kreis (ggf. Sitz)                  | Einwohner |
| ---------------------------------- | --------- |
| Arnswalde                          | 44.542    |
| Calau                              | 109.514   |
| Cottbus, Stadtkreis                | 52.302    |
| Cottbus, Landkreis                 | 56.612    |
| Crossen (Oder)                     | 59.067    |
| Forst (Lausitz), Stadtkreis        | 37.720    |
| Frankfurt (Oder), Stadtkreis       | 75.831    |
| Friedeberg Nm.                     | 53.940    |
| Guben, Stadtkreis                  | 43.934    |
| Guben, Landkreis                   | 46.894    |
| Königsberg Nm.                     | 97.104    |
| Landsberg (Warthe), Stadtkreis     | 45.928    |
| Landsberg (Warthe), Landkreis      | 55.094    |
| Lebus (in Seelow)                  | 104.593   |
| Lübben (Spreewald)                 | 32.873    |
| Luckau (Nd. Lausitz)               | 75.171    |
| Oststernberg (in Zielenzig)        | 41.963    |
| Soldin                             | 50.399    |
| Sorau                              | 69.231    |
| Spremberg (Lausitz)                | 42.646    |
| Weststernberg (in Reppen)          | 45.831    |
| Züllichau-Schwiebus (in Züllichau) | 49.781    |
| Regierungsbezirk Frankfurt         | 1.310.970 |

| Kreis (ggf. Sitz)                      | Einwohner |
| -------------------------------------- | --------- |
| Angermünde                             | 65.173    |
| Beeskow-Storkow (in Beeskow)           | 56.905    |
| Brandenburg (Havel), Stadtkreis        | 64.190    |
| Eberswalde, Stadtkreis                 | 32.617    |
| Jüterbog-Luckenwalde (in Jüterbog)     | 56.905    |
| Niederbarnim (in Berlin)               | 180.941   |
| Oberbarnim (in Bad Freienwalde (Oder)) | 83.189    |
| Osthavelland (in Nauen)                | 97.240    |
| Ostprignitz (in Kyritz)                | 71.815    |
| Potsdam, Stadtkreis                    | 79.263    |
| Prenzlau                               | 62.088    |
| Rathenow, Stadtkreis                   | 28.043    |
| Ruppin (in Neuruppin)                  | 82.331    |
| Teltow (in Berlin)                     | 149.386   |
| Templin                                | 55.928    |
| Westhavelland (in Rathenow)            | 42.466    |
| Westprignitz (in Perleberg)            | 62.158    |
| Wittenberge, Stadtkreis                | 25.343    |
| Zauch-Belzig (in Belzig)               | 98.378    |
| Regierungsbezirk Potsdam               | 1.415.294 |

### Provinz Grenzmark Posen-Westpreußen
| Kreis (ggf. Sitz)                            | Einwohner |
| -------------------------------------------- | --------- |
| Bomst (in Züllichau, Provinz Brandenburg)    | 13.261    |
| Deutsch Krone                                | 68.354    |
| Flatow                                       | 40.567    |
| Fraustadt                                    | 19.854    |
| Meseritz                                     | 33.807    |
| Netzekreis (in Schönlanke)                   | 41.038    |
| Schlochau                                    | 56.482    |
| Schneidemühl, Stadtkreis                     | 43.180    |
| Schwerin (Warthe)                            | 40.567    |
| Regierungsbezirk Grenzmark Posen-Westpreußen | 337.578   |

### Provinz Hannover
| Kreis                   | Einwohner |
| ----------------------- | --------- |
| Aurich                  | 51.413    |
| Emden, Stadtkreis       | 34.111    |
| Leer                    | 96.618    |
| Norden                  | 59.873    |
| Wittmund                | 41.398    |
| Regierungsbezirk Aurich | 283.413   |

| Kreis (ggf. Sitz)                  | Einwohner |
| ---------------------------------- | --------- |
| Grafschaft Diepholz (in Diepholz)  | 48.261    |
| Grafschaft Hoya (in Syke)          | 78.207    |
| Grafschaft Schaumburg (in Rinteln) | 49.085    |
| Hameln, Stadtkreis                 | 27.985    |
| Hameln-Pyrmont (in Hameln)         | 50.733    |
| Hannover, Stadtkreis               | 443.920   |
| Hannover, Landkreis                | 74.972    |
| Neustadt a. Rbge.                  | 35.144    |
| Nienburg a./Weser                  | 64.271    |
| Springe                            | 31.948    |
| Regierungsbezirk Hannover          | 904.526   |

| Kreis (ggf. Sitz)                    | Einwohner |
| ------------------------------------ | --------- |
| Alfeld                               | 50.897    |
| Duderstadt                           | 29.022    |
| Einbeck                              | 27.114    |
| Goslar, Stadtkreis                   | 22.987    |
| Goslar, Landkreis                    | 32.923    |
| Göttingen, Stadtkreis                | 47.149    |
| Göttingen, Landkreis                 | 36.986    |
| Hildesheim, Stadtkreis               | 62.519    |
| Hildesheim, Landkreis                | 31.270    |
| Marienburg i. Hann. (in Hildesheim)  | 37.254    |
| Münden (in Hann. Münden)             | 29.033    |
| Northeim                             | 56.733    |
| Osterode am Harz                     | 48.534    |
| Peine                                | 54.082    |
| Zellerfeld (in Clausthal-Zellerfeld) | 27.541    |
| Regierungsbezirk Hildesheim          | 594.044   |

| Kreis (ggf. Sitz)                 | Einwohner |
| --------------------------------- | --------- |
| Burgdorf                          | 57.225    |
| Celle, Stadtkreis                 | 27.734    |
| Celle, Landkreis                  | 47.821    |
| Dannenberg                        | 41.246    |
| Fallingbostel                     | 35.140    |
| Gifhorn                           | 42.302    |
| Harburg (in Harburg-Wilhelmsburg) | 61.539    |
| Lüneburg, Stadtkreis              | 31.171    |
| Lüneburg, Landkreis               | 44.103    |
| Soltau                            | 25.736    |
| Uelzen (in Oldenstadt)            | 57.711    |
| Regierungsbezirk Lüneburg         | 492.728   |

| Kreis (ggf. Sitz)                   | Einwohner |
| ----------------------------------- | --------- |
| Aschendorf-Hümmling (in Aschendorf) | 47.961    |
| Bersenbrück                         | 56.167    |
| Grafschaft Bentheim (in Bentheim)   | 60.978    |
| Lingen                              | 45.419    |
| Melle                               | 26.864    |
| Meppen                              | 40.590    |
| Osnabrück, Stadtkreis               | 94.277    |
| Osnabrück, Landkreis                | 75.656    |
| Wittlage                            | 18.970    |
| Regierungsbezirk Osnabrück          | 466.882   |

| Kreis (ggf. Sitz)                   | Einwohner |
| ----------------------------------- | --------- |
| Bremervörde                         | 44.021    |
| Cuxhaven, Stadtkreis                | 26.180    |
| Land Hadeln (in Otterndorf)         | 43.672    |
| Osterholz (in Osterholz-Scharmbeck) | 80.216    |
| Rotenburg (Hann.)                   | 30.947    |
| Stade                               | 81.612    |
| Verden                              | 63.441    |
| Wesermünde, Stadtkreis              | 77.491    |
| Wesermünde, Landkreis               | 47.695    |
| Regierungsbezirk Stade              | 495.275   |

### Provinz Hessen-Nassau
| Kreis (ggf. Sitz)                         | Einwohner |
| ----------------------------------------- | --------- |
| Kreis der Eder (in Bad Wildungen)         | 19.562    |
| Kreis des Eisenberges (in Bad Wildungen)  | 24.109    |
| Eschwege                                  | 48.396    |
| Frankenberg (Eder)                        | 35.122    |
| Fritzlar-Homberg (in Fritzlar)            | 55.792    |
| Fulda, Stadtkreis                         | 27.753    |
| Fulda, Landkreis                          | 70.985    |
| Gelnhausen                                | 53.533    |
| Hanau, Stadtkreis                         | 40.655    |
| Hanau, Landkreis                          | 56.661    |
| Herrschaft Schmalkalden (in Schmalkalden) | 50.816    |
| Hersfeld                                  | 44.988    |
| Hofgeismar                                | 40.422    |
| Hünfeld                                   | 25.122    |
| Kassel, Stadtkreis                        | 195.616   |
| Kassel, Landkreis                         | 43.585    |
| Marburg a. d. Lahn, Stadtkreis            | 28.439    |
| Marburg a. d. Lahn, Landkreis             | 64.563    |
| Melsungen                                 | 33.260    |
| Rotenburg i. Hessen-Nassau                | 38.738    |
| Schlüchtern                               | 31.589    |
| Kreis der Twiste (in Arolsen)             | 16.485    |
| Witzenhausen                              | 36.214    |
| Wolfhagen                                 | 26.479    |
| Ziegenhain                                | 40.008    |
| Regierungsbezirk Kassel                   | 1.148.892 |

| Kreis (ggf. Sitz)                                       | Einwohner |
| ------------------------------------------------------- | --------- |
| Biedenkopf                                              | 38.888    |
| Dillkreis (in Dillenburg)                               | 62.501    |
| Frankfurt a. M., Stadtkreis                             | 555.857   |
| Limburg a,/L.                                           | 63.269    |
| Main-Taunuskreis (in Frankfurt a. M., Stadtteil Höchst) | 67.415    |
| Oberlahnkreis (in Weilburg)                             | 41.035    |
| Obertaunuskreis (in Bad Homburg vor der Höhe)           | 50.821    |
| Oberwesterwaldkreis (in Westerburg)                     | 58.569    |
| Sankt Goarshausen                                       | 48.404    |
| Rheingaukreis (in Rüdesheim)                            | 41.516    |
| Unterlahnkreis (in Diez)                                | 48.451    |
| Untertaunuskreis (in Bad Schwalbach)                    | 59.285    |
| Unterwesterwaldkreis (in Montabaur)                     | 58.569    |
| Usingen                                                 | 19.474    |
| Wetzlar                                                 | 86.065    |
| Wiesbaden, Stadtkreis                                   | 159.755   |
| Regierungsbezirk Wiesbaden                              | 1.435.936 |

### Hohenzollerische Lande
| Kreis                        | Einwohner |
| ---------------------------- | --------- |
| Hechingen                    | 37.670    |
| Sigmaringen                  | 35.321    |
| Regierungsbezirk Sigmaringen | 72.991    |

### Provinz Niederschlesien
| Kreis                             | Einwohner |
| --------------------------------- | --------- |
| Breslau, Stadtkreis               | 625.198   |
| Breslau, Landkreis                | 96.473    |
| Brieg, Stadtkreis                 | 29.816    |
| Brieg, Landkreis                  | 38.340    |
| Frankenstein i. Schles.           | 76.610    |
| Glatz                             | 124.501   |
| Groß Wartenberg                   | 27.571    |
| Guhrau                            | 39.696    |
| Habelschwerdt                     | 55.698    |
| Militsch                          | 46.931    |
| Namslau                           | 30.755    |
| Neumarkt                          | 56.737    |
| Oels                              | 68.718    |
| Ohlau                             | 52.825    |
| Reichenbach (Eulengebirge)        | 86.062    |
| Schweidnitz, Stadtkreis           | 34.256    |
| Schweidnitz, Landkreis            | 94.870    |
| Strehlen                          | 57.988    |
| Trebnitz                          | 55.452    |
| Waldenburg i. Schles., Stadtkreis | 66.364    |
| Waldenburg i. Schles., Landkreis  | 124.250   |
| Wohlau                            | 64.718    |
| Regierungsbezirk Breslau          | 1.953.829 |

| Kreis (ggf. Sitz)               | Einwohner |
| ------------------------------- | --------- |
| Bunzlau                         | 69.995    |
| Freystadt i. Niederschles.      | 52.481    |
| Glogau, Stadtkreis              | 29.816    |
| Glogau, Landkreis               | 38.340    |
| Goldberg                        | 71.622    |
| Görlitz, Stadtkreis             | 29.816    |
| Görlitz, Landkreis              | 38.340    |
| Grünberg i. Schles.             | 61.647    |
| Hirschberg i. Rsgb., Stadtkreis | 29.816    |
| Hirschberg i. Rsgb., Landkreis  | 38.340    |
| Hoyerswerda                     | 55.962    |
| Jauer                           | 58.218    |
| Landeshut i. Schles.            | 49.228    |
| Lauban                          | 73.200    |
| Liegnitz, Stadtkreis            | 29.816    |
| Liegnitz, Landkreis             | 38.340    |
| Löwenberg i. Schles.            | 64.052    |
| Lüben                           | 39.420    |
| Rothenburg (Ob. Laus.)          | 87.968    |
| Sprottau (in Sagan)             | 92.075    |
| Regierungsbezirk Liegnitz       | 1.250.169 |

### Provinz Oberschlesien
| Kreis (ggf. Sitz)              | Einwohner |
| ------------------------------ | --------- |
| Beuthen O.S., Stadtkreis       | 100.584   |
| Beuthen-Tarnowitz (in Beuthen) | 91.019    |
| Cosel                          | 85.354    |
| Falkenberg O.S.                | 39.834    |
| Gleiwitz, Stadtkreis           | 111.062   |
| Groß Strehlitz                 | 83.552    |
| Grottkau                       | 40.914    |
| Guttentag                      | 20.052    |
| Hindenburg, Stadtkreis         | 130.433   |
| Kreuzburg O.S.                 | 52.718    |
| Leobschütz                     | 84.135    |
| Neisse, Stadtkreis             | 35.037    |
| Neisse, Landkreis              | 70.548    |
| Neustadt O.S.                  | 96.593    |
| Oppeln, Stadtkreis             | 47.865    |
| Oppeln, Landkreis              | 137.214   |
| Ratibor, Stadtkreis            | 51.680    |
| Ratibor, Landkreis             | 61.048    |
| Rosenberg O.S.                 | 54.413    |
| Tost-Gleiwitz (in Gleiwitz)    | 88.716    |
| Regierungsbezirk Oppeln        | 1.482.771 |

### Provinz Ostpreußen
| Kreis (ggf. Sitz)           | Einwohner |
| --------------------------- | --------- |
| Allenstein, Stadtkreis      | 43.147    |
| Allenstein, Landkreis       | 56.894    |
| Johannisburg                | 54.376    |
| Lötzen                      | 46.100    |
| Lyck                        | 57.811    |
| Neidenburg                  | 39.942    |
| Ortelsburg                  | 72.920    |
| Osterode i. Ostpr.          | 77.104    |
| Rößel (in Bischofsburg)     | 50.316    |
| Sensburg                    | 53.931    |
| Regierungsbezirk Allenstein | 552.541   |

| Kreis (ggf. Sitz)             | Einwohner |
| ----------------------------- | --------- |
| Angerburg                     | 39.745    |
| Darkehmen                     | 31.445    |
| Goldap                        | 43.491    |
| Gumbinnen                     | 51.041    |
| Insterburg, Stadtkreis        | 41.230    |
| Insterburg, Landkreis         | 43.514    |
| Niederung (in Heinrichswalde) | 50.316    |
| Pillkallen                    | 43.895    |
| Stallupönen                   | 42.220    |
| Tilsit, Stadtkreis            | 57.286    |
| Tilsit-Ragnit (in Tilsit)     | 57.454    |
| Treuburg                      | 39.938    |
| Regierungsbezirk Gumbinnen    | 546.057   |

| Kreis                        | Einwohner |
| ---------------------------- | --------- |
| Bartenstein                  | 45.117    |
| Braunsberg (Ostpr.)          | 56.493    |
| Fischhausen                  | 65.002    |
| Gerdauen                     | 35.407    |
| Heiligenbeil                 | 45.173    |
| Heilsberg                    | 53.672    |
| Königsberg (Pr.), Stadtkreis | 316.072   |
| Königsberg (Pr.), Landkreis  | 48.961    |
| Labiau                       | 51.014    |
| Mohrungen                    | 53.767    |
| Preußisch Eylau              | 49.316    |
| Preußisch Holland            | 37.107    |
| Rastenburg                   | 52.619    |
| Wehlau                       | 47.643    |
| Regierungsbezirk Königsberg  | 957.363   |

| Kreis                        | Einwohner |
| ---------------------------- | --------- |
| Elbing, Stadtkreis           | 72.409    |
| Elbing, Landkreis            | 26.202    |
| Marienburg (Westpr.)         | 36.805    |
| Marienwerder                 | 43.544    |
| Rosenberg i. Westpr.         | 60.079    |
| Stuhm                        | 38.301    |
| Regierungsbezirk Westpreußen | 277.340   |

### Provinz Pommern
| Kreis (ggf. Sitz)           | Einwohner |
| --------------------------- | --------- |
| Belgard (Persante)          | 76.837    |
| Bütow                       | 27.510    |
| Dramburg                    | 40.896    |
| Kolberg, Stadtkreis         | 33.735    |
| Kolberg-Körlin (in Kolberg) | 39.192    |
| Köslin, Stadtkreis          | 30.389    |
| Köslin, Landkreis           | 46.093    |
| Lauenburg i. Pom.           | 62.434    |
| Neustettin                  | 81.570    |
| Rummelsburg i. Pom.         | 40.329    |
| Schlawe i. Pom.             | 77.593    |
| Stolp, Stadtkreis           | 45.299    |
| Stolp, Landkreis            | 83.730    |
| Regierungsbezirk Köslin     | 685.607   |

| Kreis (ggf. Sitz)             | Einwohner |
| ----------------------------- | --------- |
| Anklam                        | 35.279    |
| Cammin i. Pom.                | 45.046    |
| Demmin                        | 50.206    |
| Franzburg-Barth (in Barth)    | 44.569    |
| Greifenberg i. Pom.           | 43.794    |
| Greifenhagen                  | 55.281    |
| Greifswald, Stadtkreis        | 29.488    |
| Greifswald, Landkreis         | 40.605    |
| Grimmen                       | 41.065    |
| Naugard                       | 61.848    |
| Pyritz                        | 47.717    |
| Randow (in Stettin)           | 113.276   |
| Regenwalde (in Labes)         | 49.739    |
| Rügen (in Bergen a. Rügen)    | 53.289    |
| Saatzig (in Stargard i. Pom.) | 44.458    |
| Stargard i. Pom., Stadtkreis  | 35.804    |
| Stettin, Stadtkreis           | 270.747   |
| Stralsund, Stadtkreis         | 43.630    |
| Ueckermünde                   | 59.422    |
| Usedom-Wollin (in Swinemünde) | 69.111    |
| Regierungsbezirk Stettin      | 1.234.374 |

### Rheinprovinz
| Kreis (ggf. Sitz)                          | Einwohner |
| ------------------------------------------ | --------- |
| Aachen, Stadtkreis                         | 162.774   |
| Aachen, Landkreis                          | 193.879   |
| Düren                                      | 118.455   |
| Erkelenz                                   | 56.099    |
| Geilenkirchen-Heinsberg (in Geilenkirchen) | 92.401    |
| Jülich                                     | 51.837    |
| Monschau                                   | 21.521    |
| Schleiden                                  | 50.997    |
| Regierungsbezirk Aachen                    | 747.963   |

| Kreis (ggf. Sitz)                        | Einwohner |
| ---------------------------------------- | --------- |
| Dinslaken                                | 62.750    |
| Duisburg, Stadtkreis                     | 440.419   |
| Düsseldorf, Stadtkreis                   | 498.600   |
| Düsseldorf-Mettmann (in Düsseldorf)      | 171.041   |
| Essen, Stadtkreis                        | 654.461   |
| Geldern                                  | 61.069    |
| Grevenbroich-Neuß (in Grevenbroich)      | 104.580   |
| Kempen-Krefeld (in Kempen (Niederrhein)) | 142.293   |
| Kleve                                    | 87.408    |
| Krefeld-Uerdingen a. Rh., Stadtkreis     | 165.305   |
| Moers                                    | 187.179   |
| Mülheim a. d. Ruhr, Stadtkreis           | 133.279   |
| München Gladbach, Stadtkreis             | 126.631   |
| Neuß, Stadtkreis                         | 55.771    |
| Oberhausen, Stadtkreis                   | 192.345   |
| Rees (in Wesel)                          | 84.014    |
| Remscheid, Stadtkreis                    | 101.189   |
| Rhein-Wupperkreis (in Opladen)           | 150.635   |
| Rheydt, Stadtkreis                       | 77.261    |
| Solingen, Stadtkreis                     | 140.162   |
| Viersen, Stadtkreis                      | 33.597    |
| Wuppertal, Stadtkreis                    | 408.602   |
| Regierungsbezirk Düsseldorf              | 4.078.590 |

| Kreis (ggf. Sitz)        | Einwohner |
| ------------------------ | --------- |
| Ahrweiler                | 67.031    |
| Altenkirchen             | 89.068    |
| Birkenfeld               | 93.048    |
| Koblenz, Stadtkreis      | 65.257    |
| Koblenz, Landkreis       | 72.719    |
| Kochem                   | 41.998    |
| Kreuznach                | 104.387   |
| Mayen                    | 99.422    |
| Neuwied                  | 107.016   |
| Sankt Goar               | 44.943    |
| Simmern                  | 37.683    |
| Zell (Mosel)             | 33.446    |
| Regierungsbezirk Koblenz | 856.016   |

| Kreis                                             | Einwohner |
| ------------------------------------------------- | --------- |
| Bergheim (Erft)                                   | 68.575    |
| Bonn, Stadtkreis                                  | 98.659    |
| Bonn, Landkreis                                   | 194.587   |
| Euskirchen                                        | 76.292    |
| Köln, Stadtkreis                                  | 756.605   |
| Köln, Landkreis                                   | 109.245   |
| Oberbergischer Kreis (in Gummersbach)             | 79.105    |
| Rheinisch-Bergischer Kreis (in Bergisch Gladbach) | 102.816   |
| Siegkreis (in Siegburg)                           | 148.696   |
| Regierungsbezirk Köln                             | 1.544.580 |

| Kreis (ggf. Sitz)                | Einwohner |
| -------------------------------- | --------- |
| Bernkastel (in Bernkastel-Kues)  | 52.062    |
| Bitburg                          | 49.873    |
| Daun                             | 36.149    |
| Merzig-Wadern (Rest) (in Wadern) | 26.363    |
| Prüm                             | 38.318    |
| Saarburg                         | 38.880    |
| Trier, Stadtkreis                | 76.692    |
| Trier, Landkreis                 | 96.545    |
| Wittlich                         | 48.245    |
| Regierungsbezirk Trier           | 463.117   |

### Provinz Sachsen
| Kreis (ggf. Sitz)                     | Einwohner |
| ------------------------------------- | --------- |
| Erfurt, Stadtkreis                    | 144.879   |
| Grafschaft Hohenstein (in Nordhausen) | 67.600    |
| Heiligenstadt                         | 48.553    |
| Langensalza                           | 40.337    |
| Mühlhausen i. Th., Stadtkreis         | 39.367    |
| Mühlhausen i. Th., Landkreis          | 41.979    |
| Nordhausen, Stadtkreis                | 37.635    |
| Schleusingen (in Suhl)                | 59.369    |
| Weißensee                             | 61.745    |
| Worbis                                | 48.276    |
| Ziegenrück (in Ranis)                 | 20.786    |
| Regierungsbezirk Erfurt               | 610.526   |

| Kreis                      | Einwohner |
| -------------------------- | --------- |
| Aschersleben, Stadtkreis   | 28.550    |
| Burg b. M., Stadtkreis     | 25.064    |
| Calbe a./S.                | 112.490   |
| Gardelegen                 | 63.472    |
| Halberstadt, Stadtkreis    | 50.372    |
| Jerichow I (in Burg b. M.) | 58.139    |
| Jerichow II (in Genthin)   | 69.052    |
| Magdeburg, Stadtkreis      | 306.895   |
| Neuhaldensleben            | 67.180    |
| Oschersleben (Bode)        | 61.049    |
| Osterburg                  | 45.862    |
| Quedlinburg, Stadtkreis    | 28.244    |
| Quedlinburg, Landkreis     | 46.540    |
| Salzwedel                  | 60.248    |
| Stendal, Stadtkreis        | 31.768    |
| Stendal, Landkreis         | 54.022    |
| Wanzleben                  | 66.966    |
| Wernigerode                | 75.047    |
| Wolmirstedt                | 52.888    |
| Regierungsbezirk Magdeburg | 1.303.848 |

| Kreis (ggf. Sitz)                     | Einwohner |
| ------------------------------------- | --------- |
| Bitterfeld                            | 104.960   |
| Delitzsch                             | 85.370    |
| Eckartsberga (in Kölleda)             | 41.478    |
| Eisleben, Stadtkreis                  | 24.510    |
| Halle a. S., Stadtkreis               | 210.529   |
| Liebenwerda                           | 80.303    |
| Mansfelder Gebirgskreis (in Mansfeld) | 60.928    |
| Mansfelder Seekreis (in Eisleben)     | 82.249    |
| Merseburg, Stadtkreis                 | 31.576    |
| Merseburg, Landkreis                  | 94.257    |
| Naumburg a. S., Stadtkreis            | 31.427    |
| Querfurt                              | 72.814    |
| Saalkreis in (Halle a. S.)            | 92.153    |
| Sangerhausen                          | 75.120    |
| Schweinitz in Herzberg (Elster)       | 40.276    |
| Torgau                                | 60.706    |
| Weißenfels, Stadtkreis                | 40.119    |
| Weißenfels, Landkreis                 | 101.469   |
| Wittenberg, Stadtkreis                | 24.485    |
| Wittenberg, Landkreis                 | 56.815    |
| Zeitz, Stadtkreis                     | 35.604    |
| Zeitz, Landkreis                      | 39.070    |
| Regierungsbezirk Merseburg            | 1.486.218 |

### Provinz Schleswig-Holstein
| Kreis (ggf. Sitz)                  | Einwohner |
| ---------------------------------- | --------- |
| Eckernförde                        | 38.382    |
| Eiderstedt (in Tönning)            | 14.381    |
| Eutin                              | 48.867    |
| Flensburg, Stadtkreis              | 66.580    |
| Flensburg, Landkreis               | 43.684    |
| Herzogtum Lauenburg (in Ratzeburg) | 66.689    |
| Husum (in Schloß vor Husum)        | 45.492    |
| Kiel, Stadtkreis                   | 218.335   |
| Lübeck, Stadtkreis                 | 133.021   |
| Neumünster, Stadtkreis             | 40.332    |
| Norderdithmarschen (in Heide)      | 42.853    |
| Oldenburg i. Holstein              | 46.691    |
| Pinneberg                          | 98.604    |
| Plön                               | 70.727    |
| Rendsburg                          | 90.207    |
| Schleswig                          | 71.927    |
| Segeberg                           | 52.884    |
| Steinburg (in Itzehoe)             | 81.853    |
| Stormarn (in Wandsbek)             | 57.629    |
| Süderdithmarschen (in Meldorf)     | 53.845    |
| Süd Tondern (in Niebüll)           | 37.282    |
| Regierungsbezirk Schleswig         | 1.420.265 |

### Provinz Westfalen
| Kreis (ggf. Sitz)               | Einwohner |
| ------------------------------- | --------- |
| Altena                          | 95.041    |
| Arnsberg                        | 79.859    |
| Bochum, Stadtkreis              | 314.546   |
| Brilon                          | 50.493    |
| Castrop-Rauxel, Stadtkreis      | 58.372    |
| Dortmund, Stadtkreis            | 540.875   |
| Ennepe-Ruhrkreis (in Schwelm)   | 167.230   |
| Hagen (Westf.), Stadtkreis      | 148.314   |
| Hamm (Westf.), Stadtkreis       | 53.532    |
| Herne, Stadtkreis               | 98.595    |
| Iserlohn, Stadtkreis            | 34.272    |
| Iserlohn, Landkreis             | 110.361   |
| Lippstadt                       | 56.934    |
| Lüdenscheid, Stadtkreis         | 35.737    |
| Lünen, Stadtkreis               | 45.617    |
| Meschede                        | 50.300    |
| Olpe                            | 64.527    |
| Siegen, Stadtkreis              | 32.757    |
| Siegen, Landkreis               | 193.477   |
| Soest                           | 69.417    |
| Unna                            | 140.409   |
| Wanne-Eickel, Stadtkreis        | 92.269    |
| Wattenscheid, Stadtkreis        | 62.096    |
| Witten, Stadtkreis              | 72.580    |
| Wittgenstein (in Bad Berleburg) | 29.280    |
| Regierungsbezirk Arnsberg       | 2.606.890 |

| Kreis                   | Einwohner |
| ----------------------- | --------- |
| Bielefeld, Stadtkreis   | 121.031   |
| Bielefeld, Landkreis    | 64.202    |
| Büren                   | 43.242    |
| Halle i. W.             | 34.408    |
| Herford, Stadtkreis     | 38.536    |
| Herford, Landkreis      | 115.023   |
| Höxter                  | 66.258    |
| Lübbecke                | 57.955    |
| Minden                  | 130.064   |
| Paderborn               | 81.689    |
| Warburg                 | 36.528    |
| Wiedenbrück             | 82.831    |
| Regierungsbezirk Minden | 871.767   |

| Kreis (ggf. Sitz)            | Einwohner |
| ---------------------------- | --------- |
| Ahaus                        | 74.560    |
| Beckum                       | 93.255    |
| Bocholt, Stadtkreis          | 33.441    |
| Borken                       | 55.948    |
| Bottrop, Stadtkreis          | 86.218    |
| Coesfeld                     | 57.412    |
| Gelsenkirchen, Stadtkreis    | 332.545   |
| Gladbeck, Stadtkreis         | 61.239    |
| Lüdinghausen                 | 86.413    |
| Münster i. W., Stadtkreis    | 122.210   |
| Münster i. W., Landkreis     | 58.767    |
| Recklinghausen, Stadtkreis   | 87.411    |
| Recklinghausen, Landkreis    | 188.122   |
| Steinfurt (in Burgsteinfurt) | 110.616   |
| Tecklenburg                  | 75.329    |
| Warendorf                    | 37.820    |
| Regierungsbezirk Münster     | 1.561.306 |

## Saarland
| Kreis                   | Einwohner |
| ----------------------- | --------- |
| Homburg                 | 48.659    |
| Merzig                  | 38.929    |
| Ottweiler               | 143.708   |
| Saarbrücken, Stadtkreis | 129.085   |
| Saarbrücken, Landkreis  | 211.402   |
| Saarlautern             | 146.690   |
| Sankt Ingbert           | 57.677    |
| Sankt Wendel            | 34.837    |

## Sachsen
| Bezirksfreie Stadt            | Einwohner |
| ----------------------------- | --------- |
| Chemnitz                      | 350.734   |
| Glauchau                      | 31.199    |
| Meerane                       | 24.896    |
| Amtshauptmannschaft           | Einwohner |
| Annaberg                      | 117.047   |
| Chemnitz                      | 149.633   |
| Flöha                         | 102.023   |
| Glauchau                      | 107.944   |
| Marienberg                    | 69.483    |
| Stollberg                     | 87.643    |
| Kreishauptmannschaft Chemnitz | 1.040.602 |

| Bezirksfreie Stadt                   | Einwohner |
| ------------------------------------ | --------- |
| Bautzen                              | 41.951    |
| Dresden                              | 642.143   |
| Freiberg                             | 36.448    |
| Freital                              | 36.829    |
| Meißen                               | 46.992    |
| Pirna                                | 33.627    |
| Radebeul                             | 35.167    |
| Riesa                                | 26.248    |
| Zittau                               | 39.719    |
| Amtshauptmannschaft                  | Einwohner |
| Bautzen                              | 110.902   |
| Dippoldiswalde                       | 60.232    |
| Dresden                              | 137.734   |
| Freiberg                             | 80.847    |
| Großenhain                           | 74.499    |
| Kamenz                               | 79.825    |
| Löbau                                | 111.212   |
| Meißen                               | 93.561    |
| Pirna                                | 139.295   |
| Zittau                               | 88.278    |
| Kreishauptmannschaft Dresden-Bautzen | 1.915.509 |

| Bezirksfreie Stadt           | Einwohner |
| ---------------------------- | --------- |
| Döbeln                       | 24.714    |
| Leipzig                      | 715.668   |
| Mittweida                    | 19.128    |
| Wurzen                       | 18.961    |
| Amtshauptmannschaft          | Einwohner |
| Borna                        | 94.173    |
| Döbeln                       | 100.873   |
| Grimma                       | 101.428   |
| Leipzig                      | 120.457   |
| Oschatz                      | 62.214    |
| Rochlitz                     | 110.230   |
| Kreishauptmannschaft Leipzig | 1.367.846 |

| Bezirksfreie Stadt           | Einwohner |
| ---------------------------- | --------- |
| Aue                          | 25.836    |
| Crimmitschau                 | 27.938    |
| Plauen                       | 113.861   |
| Reichenbach                  | 32.276    |
| Werdau                       | 21.587    |
| Zwickau                      | 84.701    |
| Amtshauptmannschaft          | Einwohner |
| Auerbach                     | 128.792   |
| Oelsnitz                     | 72.966    |
| Plauen                       | 66.462    |
| Schwarzenberg                | 132.545   |
| Zwickau                      | 165.731   |
| Kreishauptmannschaft Zwickau | 872.695   |

## Schaumburg-Lippe
| Kreis      | Einwohner |
| ---------- | --------- |
| Bückeburg  | 22.635    |
| Stadthagen | 27.320    |

## Thüringen
| Stadtkreis   | Einwohner |
| ------------ | --------- |
| Altenburg    | 43.736    |
| Apolda       | 27.834    |
| Arnstadt     | 22.024    |
| Eisenach     | 44.695    |
| Gera         | 83.775    |
| Gotha        | 47.848    |
| Greiz        | 39.903    |
| Jena         | 58.357    |
| Weimar       | 49.327    |
| Zella-Mehlis | 14.100    |

| Landkreis               | Einwohner |
| ----------------------- | --------- |
| Altenburg               | 91.074    |
| Arnstadt                | 91.059    |
| Camburg, Kreisabteilung | 9.607     |
| Eisenach                | 100.945   |
| Gera                    | 94.825    |
| Gotha                   | 106.262   |
| Greiz                   | 52.405    |
| Hildburghausen          | 61.993    |
| Meiningen               | 87.970    |
| Rudolstadt              | 68.450    |
| Saalfeld                | 77.133    |
| Schleiz                 | 49.528    |
| Sondershausen           | 73.152    |
| Sonneberg               | 82.138    |
| Stadtroda               | 78.105    |
| Weimar                  | 103.265   |

## Württemberg
| Kreis                 | Einwohner |
| --------------------- | --------- |
| Biberach              | 39.580    |
| Blaubeuren            | 23.487    |
| Ehingen               | 28.318    |
| Geislingen            | 42.902    |
| Göppingen             | 68.698    |
| Kirchheim             | 33.626    |
| Laupheim              | 27.973    |
| Leutkirch             | 28.424    |
| Münsingen             | 24.442    |
| Ravensburg            | 53.925    |
| Riedlingen            | 25.749    |
| Saulgau               | 30.454    |
| Tettnang              | 39.107    |
| Ulm                   | 83.133    |
| Waldsee               | 30.747    |
| Wangen                | 28.748    |
| Ehemaliger Donaukreis | 609.313   |

| Kreis (ggf. Sitz)           | Einwohner |
| --------------------------- | --------- |
| Aalen                       | 37.545    |
| Crailsheim                  | 27.011    |
| Ellwangen                   | 31.738    |
| Gaildorf                    | 21.212    |
| Gerabronn                   | 25.797    |
| Gmünd (in Schwäbisch Gmünd) | 44.982    |
| Hall (in Schwäbisch Hall)   | 30.560    |
| Heidenheim                  | 51.853    |
| Künzelsau                   | 24.922    |
| Mergentheim                 | 28.214    |
| Neresheim                   | 20.931    |
| Öhringen                    | 33.098    |
| Schorndorf                  | 30.154    |
| Welzheim                    | 22.185    |
| Ehemaliger Jagstkreis       | 430.202   |

| Stadtkreis                   | Einwohner |
| ---------------------------- | --------- |
| Stuttgart                    | 415.023   |
| Kreis (ggf. Sitz)            | Einwohner |
| Backnang                     | 31.944    |
| Besigheim                    | 33.829    |
| Böblingen                    | 35.170    |
| Brackenheim                  | 23.917    |
| Eßlingen                     | 71.853    |
| Heilbronn                    | 102.495   |
| Leonberg                     | 37.493    |
| Ludwigsburg                  | 72.138    |
| Marbach                      | 27.245    |
| Maulbronn                    | 28.148    |
| Neckarsulm                   | 34.386    |
| Stuttgart-Amt (in Stuttgart) | 47.267    |
| Vaihingen                    | 21.904    |
| Waiblingen                   | 53.486    |
| Ehemaliger Neckarkreis       | 1.036.298 |

| Kreis                       | Einwohner |
| --------------------------- | --------- |
| Balingen                    | 56.161    |
| Calw                        | 28.742    |
| Freudenstadt                | 38.555    |
| Herrenberg                  | 25.729    |
| Horb                        | 15.972    |
| Nagold                      | 26.119    |
| Neuenbürg                   | 36.631    |
| Nürtingen                   | 35.216    |
| Oberndorf                   | 39.018    |
| Reutlingen                  | 64.355    |
| Rottenburg                  | 29.706    |
| Rottweil                    | 53.694    |
| Spaichingen                 | 19.095    |
| Sulz                        | 18.849    |
| Tübingen                    | 53.397    |
| Tuttlingen                  | 39.297    |
| Urach                       | 36.375    |
| Ehemaliger Schwarzwaldkreis | 720.511   |